# Quốc Trụ
Quốc Trụ (3 tháng 1 năm 1941 – 14 tháng 8 năm 2021) là một nhà giáo, nghệ sĩ opera người Việt Nam. Ông từng giữ chức vụ Trưởng khoa Thanh nhạc của Nhạc viện Thành phố Hồ Chí Minh và là thầy của các nghệ sĩ Khánh Trang ,Mỹ Tâm, Tạ Minh Tâm, Lê Quốc Dũng , Cao Minh , Bùi Duy Tân , …

## Tiểu sử
Quốc Trụ tên thật Đào Quốc Trụ, sinh ngày 3 tháng 1 năm 1941. Sau 7 năm du học môn thanh nhạc ở Bulgaria, về nước, ông không theo đuổi ca hát mà chọn gắn bó với nghiệp giảng dạy. Từ năm 1976, ông sáng lập ra khoa Thanh nhạc, Nhạc viện Thành phố Hồ Chí Minh và giữ chức trưởng khoa từ năm 1976 – 2001, ông là một trong những nghệ sĩ Opera đầu tiên của Việt Nam. Ông đã đào tạo ra nhiều thế hệ học trò thành danh như NSND Tạ Minh Tâm, NSƯT Thanh Thuý, ca sĩ Cao Minh, Nam Khánh, Mỹ Tâm, Hiền Thục. Năm 2015, Nhạc viện Thành phố Hồ Chí Minh đã tổ chức đêm nhạc "NSƯT Quốc Trụ - Hơn nửa thế kỷ biểu diễn và giảng dạy" diễn ra trong không khí ấm áp giữa ông và các thế hệ học trò. Ông đã thể hiện các tác phẩm opera kinh điển: "Aria Fiesco", "Chiều hải cảng", "Hò kéo thuyền trên sông Volga".
Ông từng trải qua 2 cuộc hôn nhân trước khi đến với người vợ thứ 3 là mẹ của Hoa hậu Hà Kiều Anh. Ông có tất cả 4 người con đều tốt nghiệp ngành Thanh nhạc và đều có vị trí trong xã hội.

## Nhận xét
Nghệ sĩ Nhân dân Tạ Minh Tâm nhận xét: "Tôi theo học thầy 5 năm, khóa 1981 - 1986. Thầy hóm hỉnh, hay đùa, gần gũi với học trò. Cách ông dạy bảo lại giống như một đàn anh, không có khoảng cách thầy - trò".

## Qua đời
NSƯT Quốc Trụ qua đời ngày 14 tháng 8 năm 2021, sau một thời gian điều trị COVID-19 tại Bệnh viện 175, hưởng thọ 80 tuổi.

## Khen thưởng
- Huân chương Lao động hạng ba.[2][7]